# Byrd's Word
Byrd's Word è un album di Donald Byrd, pubblicato dalla Savoy Records nel 1955. Il disco fu registrato il 29 settembre del 1955 a New York City, New York (Stati Uniti).

## Tracce
Lato A
1. Winterset – 7:10 (Kenny Clarke)
2. Gotcha Goin' Comin' – 9:51 (Hank Jones)

Lato B
1. Long Green – 4:28 (Hank Jones)
2. Stareyes – 7:45 (Frank Foster, Donald Byrd)
3. Someone to Watch over Me – 7:38 (George Gershwin, Ira Gershwin)

## Musicisti
- Donald Byrd - tromba
- Frank Foster - sassofono tenore
- Hank Jones - pianoforte
- Paul Chambers - contrabbasso
- Kenny Clarke - batteria[1]